# Hockey Club Neumarkt-Egna
L'Hockey Club Neumarkt-Egna è stata una squadra di hockey su ghiaccio di Egna, attiva dal 1963 al 2019; a seguito della fusione con il club SC Auer Ora, ha dato vita al nuovo sodalizio sportivo Hockey Unterland.

## Storia
Con oltre mezzo secolo di attività, il sodalizio sportivo vede la luce nel 1963, per iniziativa di un piccolo gruppo di appassionati. Il terreno di gioco era un campo agricolo fuori dal paese dove sovente si sentiva lo starnazzare delle oche; da qui deriva il simbolo della squadra.
Solo nel 1996 la compagine sportiva ottiene un piccolo impianto sportivo, dove disputa gli incontri casalinghi fino al 2010, anno di inaugurazione dell'attuale palaghiaccio. Nello stesso periodo nasce il settore giovanile della società altoatesina. Due anni più tardi la prima squadra accede al campionato nazionale di serie B.
Nella stagione 2003-2004 la riforma dei campionati portò la squadra per la prima volta in massima serie, ma retrocesse subito, nonostante la presenza di alcuni giocatori importanti, come gli stranieri Drahomír Kadlec e Vladimir Yeremin e gli italiani Luca Fusoni, Tobias Kaufmann e Martin Rizzi; è la stagione 2011-2012 a regalare i primi risultati significativi: la formazione ottiene infatti il primo posto in classifica al termine della stagione regolare e mette in bacheca il primo trofeo: la Coppa di Lega di serie A2. Due anni più tardi la squadra si iscrive al campionato cadetto INL assieme ad altre quattro compagini altoatesine. Al termine della stagione l'Egna viene incoronato campione ai danni dell'Eishockeyclub Bregenzerwald.
Nella stagione 2014-15 la compagine accede per la seconda volta al massimo campionato nazionale, mentre dal 2017 al 2019, anno della cessazione dell'attività della prima squadra, l'Egna fa parte della nuova lega internazionale denominata Alps Hockey League. Risale invece a maggio 2019 la fusione con la società SC Auer Ora per dare vita alla nuova compagine sportiva, denominata Hockey Unterland Cavaliers che attualmente milita nella AHL.

## Palaghiaccio
Lo stadio del ghiaccio di Egna, denominato WürthArena per motivi di sponsorizzazione, è il palazzetto nel quale si disputavano gli incontri casalinghi dell'Hockey Club Neumarkt-Egna. Il palaghiaccio è stato inaugurato nel 2010 e può ospitare sino a 1200 spettatori.

## Palmarès

### Competizioni nazionali
- Coppa di Lega A2: 1

2012

### Competizioni internazionali
- Inter-National-League: 1

2013-2014

## Cronistoria
- 1963: Fondazione
- 1998-99 - ? in serie B (7° in regular season)
- 1999-00 - ? in serie B (7° in regular season)
- 2000-01 - ? in Serie B - (4° in regular season)
- 2001-02 - ? in Serie B - (8° in regular season)
- 2002-03 - 8° in Serie A2 - (8° in regular season)
- 2003-04 - 13° in Serie A - (12° in regular season)
- 2004-05 - 3° in Serie A2 - (1° in regular season)
- 2005-06 - ? in Serie A2 - (?° in regular season)
- 2006-07 - 8° in Serie A2 - (8° in regular season)
- 2007-08 - 3° in Serie A2 - (4° in regular season)
- 2008-09 - 5° in Serie A2 - (5° in regular season)
- 2009-10 - 7° in Serie A2 - (7° in regular season)
- 2010-11 - 7° in Serie A2 - (2° in regular season)
- 2011-12 - 3° in Serie A2 - (1° in regular season) - vincitrice Coppa di Lega A2
- 2012-13 - 3° in Serie A2 - (2° in regular season)
- 2013-14 - 2° in Seconda Divisione / vincitrice Inter-National-League - (3° in regular season)
- 2014-15 - 10° in Serie A - (10° in regular season) - autoretrocessa
- 2015-16 - 2° in Serie B - (semifinali play-off)
- 2016-17 - 9° in AHL - (quarti di finale play-off)
- 2017-18 - 15° in AHL
- 2018-19 - ritira iscrizione AHL, solo settore giovanile
- 3 maggio 2019: Fusione con l'SC Auer Ora e fondazione dell'Hockey Unterland

## Roster 2016/17

### Portieri
- 25  Moritz Steiner
- 50  Daniel Morandell

### Difensori
- 05  Kevin Zucal
- 14  Christian Willeit
- 21  Tobias Steiner
- 27  Ondřej Nedvěd
- 94  Radovan Gabri
- 96  Alexander Sullmann
- 98  Hannes Oberrauch

### Attaccanti
- 06  Marian Pallabazzer
- 07  Michael Sullmann
- 08  Johannes Bernard
- 09  Dominik Massar
- 12  Tobia Pisetta
- 15  David Vrbata
- 16  Jakub Muzik
- 17  Matteo Peiti
- 18  Martin Graf
- 29  Federico Cordin
- 44  Linus Lundström
- 55  Florian Wieser
- 86  Patrick Zambaldi

### Allenatore
- Martin Ekrt

## Stranieri dell'HC Neumarkt-Egna
| #  | Nazionalità | Giocatori |
| -- | ----------- | --- |
| 17 | Rep. Ceca   | Jan Vodila, Jan Vavrecka, Jaroslav Brabec, Drahomír Kadlec, Milan Blaha, Michal Divisek, Petr Korinek, Zdeněk Kudrna, Michal Nevrkla, Jiří Lála, Tomas Fojtik, Josef Fojtík, Ondrej Nedved, Jan Dlouhý, Angel Krstev, Vojtech Kubincak, Jan Stehlik |
| 16 | Canada      | Matt Gorman, David Del Monte, Trevor Burgess, Philippe DeRouville, Riley Riddell, Karl Gagné, Jonathan Jolette, Steven Cacciotti, Kurt MacSweyn, Matt Amado, Steve Pelletier, Adrian Saul, Adam Calder, Mike Craig, Brent Patry, Dylan Stanley      |
| 7  | Finlandia   | Joose Lipponen, Mikko Lähteelä, Turo Virta, Tuomo Harjula, Jussi Heikkinen, Mika Suoraniemi, Tomi Wilenius |
| 5  | Stati Uniti | Eric Werner, Nick Bonino, Jimmy Kilpatrick, Alex Berry, Eric Lampe |
| 2  | Svezia      | Dennis Jonsson, Fredrik Skogman |
| 1  | Russia      | Vladimir Yeremin |
| 1  | Francia     | Bruno Maynard |
| 1  | Germania    | Jörg Mengele |
| 1  | Slovacchia  | Radovan Gabri |

## Gruppi Ultrà
"Huligäns" fondati nel 2008